# 斑點油鯰
斑點油鯰，為輻鰭魚綱鯰形目長鬚鯰科的其中一種，分布於南美洲烏拉圭的淡水流域，體長可達28公分，棲息在河川中底層水域，屬肉食性，生活習性不明。

## 擴展閱讀
維基物種上的相關：斑點油鯰